# Pietro Valsecchi
Pietro Valsecchi (Crema, 14 giugno 1953) è un produttore televisivo e produttore cinematografico italiano.

## Biografia
Pietro Valsecchi è nato a Crema nel 1953. Appassionato fin da ragazzo di teatro e cinema, nel 1991 fonda con la moglie Camilla Nesbitt la Taodue Film, di cui è oggi amministratore delegato. Riscuote grande successo producendo, per le reti Mediaset, fiction come Distretto di Polizia, R.I.S. - Delitti imperfetti, Uno bianca, Ultimo, Paolo Borsellino, Karol, Nassiriya - Per non dimenticare, Maria Montessori - Una vita per i bambini, Il capo dei capi, Squadra Antimafia - Palermo oggi, Il tredicesimo apostolo e Benvenuti a Tavola.
Oltre alla fiction televisiva, TaoDue produce per il cinema. Fra i molti titoli si rammentano: Un eroe borghese, vincitore nel 1995 di un David di Donatello,  i film di Checco Zalone (Cado dalle nubi, Che bella giornata. Sole a catinelle, Quo vado?, Tolo Tolo), le pellicole de I soliti idioti e il lungometraggio dei The Pills (The Pills - Sempre meglio che lavorare).
Dopo più di trent'anni lascia ogni incarico a Taodue.
Da Camilla Nesbitt ha avuto due figli, Virginia e Filippo.

## Teatro
- Cyrano (1978-1979 e 1979-1980), regia di Daniele D'Anza

## Filmografia

### Cinema
- La condanna, regia di Marco Bellocchio (1991)
- La discesa di Aclà a Floristella, regia di Aurelio Grimaldi (1992)
- Quattro bravi ragazzi, regia di Claudio Camarca (1993)
- La ribelle, regia di Aurelio Grimaldi (1993)
- Un eroe borghese, regia di Michele Placido (1995)
- Testimone a rischio, regia di Pasquale Pozzessere (1997)
- Il grande sogno, regia di Michele Placido (2009)
- Cado dalle nubi, regia di Gennaro Nunziante (2009)
- Che bella giornata, regia di Gennaro Nunziante (2011)
- I soliti idioti - Il film, regia di Enrico Lando (2011)
- I 2 soliti idioti, regia di Enrico Lando (2012)
- Sole a catinelle, regia di Gennaro Nunziante (2013)
- Amici come noi, regia di Enrico Lando (2014)
- Quo vado?, regia di Gennaro Nunziante (2016)
- The Pills - Sempre meglio che lavorare, regia di Luca Vecchi (2016)
- Aquarius Visionarius - Il cinema di Michele Soavi, regia di Claudio Lattanzi (2018)
- Tolo Tolo, regia di Checco Zalone (2020)
- Yara, regia di Marco Tullio Giordana (2021)

### Televisione
- La missione (1998)
- Ultimo (1998)
- Ultimo - La sfida (1999)
- Distretto di Polizia (2000-2011)
- Uno bianca (2001)
- Francesco (2001)
- Il testimone (2002)
- Il sequestro Soffiantini (2002)
- Ultima pallottola (2003)
- Doppio agguato (2003)
- Ultimo - L'infiltrato (2004)
- Cuore contro cuore (2004)
- Paolo Borsellino (2004)
- R.I.S. - Delitti imperfetti (2005-2009)
- Karol - Un uomo diventato papa (2005)
- Il mio amico Babbo Natale (2005)
- Il mio amico Babbo Natale 2 (2006)
- Karol - Un papa rimasto uomo (2006)
- Attacco allo Stato (2006)
- Nassiriya - Per non dimenticare (2007)
- Maria Montessori - Una vita per i bambini (2007)
- Il capo dei capi (2007)
- L'ultimo padrino (2008)
- Aldo Moro - Il presidente (2008)
- Crimini bianchi (2008-2009)
- I liceali (2008-2011)
- Ho sposato una sirena (2008)
- La scelta di Laura (2009)
- Squadra antimafia - Palermo oggi (2009-2016)
- Intelligence - Servizi & segreti (2009)
- R.I.S. Roma - Delitti imperfetti (2010-2012)
- Il delitto di via Poma (2011)
- Benvenuti a tavola - Nord vs Sud (2012-2013)
- Il tredicesimo apostolo - Il prescelto (2012-2014)
- Il clan dei camorristi (2013)
- Ultimo - L'occhio del falco (2013)
- Le mani dentro la città (2014)
- Il bosco (2015)
- Squadra mobile (2015-2017)
- Romanzo siciliano (2016)
- Solo (2016-2018)
- Rosy Abate - La serie (2017-2019)
- Ultimo - Caccia ai Narcos (2018)
- Liberi sognatori (2018)
- Sbirranza (2018)
- Made in Italy (2019)
- Il patriarca (2023)
- Maria Corleone (2023-2025)

## Programmi televisivi
- La Scimmia (2012)

## Libri
- Squadra Antimafia Palermo oggi -  2012 (Fabbri Editore)
- Benvenuti a tavola (con Andrea Grignaffini) - 2012 (Fivestore)
- Prima famiglia - 2015 (Mondadori)
- La vendetta - Prima famiglia - 2016 (Mondadori)
- Babbo Natale interstellar, Mondadori, 2021, ISBN 9788804743934

## Premi e riconoscimenti
- Premio Vittorio De Sica 2011 a Pietro Valsecchi per la produzione di Che bella giornata